# Noca da Portela
Osvaldo Alves Pereira (Leopoldina, 12 de dezembro de 1932), mais conhecido como Noca da Portela, é um compositor, cantor e instrumentista brasileiro.

## Biografia
Ainda pequeno mudou-se para o Rio de Janeiro. Seu pai, professor de violão, preocupado com o futuro do filho, tentou demovê-lo da música, mas o ex-feirante Noca foi estudar violão e teoria musical na Ordem dos Músicos do Rio de Janeiro.
Apesar da vida artística, não deixou de se envolver com política, tendo sido militante do Partido Comunista Brasileiro.
Compôs sambas-enredo e vários sambas de sucesso, gravados por cantores consagrados, como Virada, consagrado na voz de Beth Carvalho e considerado um símbolo da luta pela democratização do país.
No final dos anos 90 apresentou, na rádio 94FM do Rio de Janeiro, o programa Na Casa de Noca, onde entrevistava expoentes do samba e divulgava seus recentes trabalhos.
Em março de 2006, foi nomeado Secretário Estadual de Cultura do Rio de Janeiro, pela governadora Rosinha Garotinho (PMDB), permanecendo no cargo até 1° de janeiro de 2007.
TV,documentário, "O Milagre de Santa Luzia: Cultura Popular:Noca da Portela"
Em 2017, aos 84 anos, lançou o disco "Homenagens" com belas composições entre as quais “Cabidela” em homenagem a Portela.

## Premiações
- Estandarte de Ouro

1. 1995 - Melhor samba-enredo (Portela - "Gosto que Me Enrosco") [3]
2. 1998 - Melhor samba-enredo (Portela - "Os Olhos da Noite") [4]

- Plumas & Paetês Cultural

1. 2015 - Melhor samba-enredo (Portela - "ImagináRIO, 450 Janeiros de Uma Cidade Surreal") [5]
2. 2024 - Personalidade do Samba [6]

- Prêmio SRzd

1. 2015 - Melhor samba-enredo (Portela - "ImagináRIO, 450 Janeiros de Uma Cidade Surreal") [7]

- Tamborim de Ouro

1. 2015 - Samba do Ano (Portela - "ImagináRIO, 450 Janeiros de Uma Cidade Surreal") [8]

- Troféu Manchete

1. 1998 - Melhor samba-enredo (Portela - "Os Olhos da Noite") [9]